# Lija Athletic Football Club
Il Lija Athletic F.C. è una società calcistica di Lia. Milita nella National Amateur League, la terza serie del calcio maltese.
Il club fu fondato nel 1949, ha partecipato a 4 edizioni della massima serie del campionato maltese (nel 1996-97, nel 2001-02, nel 2004-05 e nel 2020-21) chiudendo sempre in ultima posizione e non riuscendo mai a raggiungere 10 punti in campionato.

## Palmarès

### Competizioni nazionali
- First Division (Malta): 1

2016-2017
- Second Division (Malta): 1

2009-2010

### Altri piazzamenti
- Coppa di Malta:

Finalista: 2012-2013
- First Division (Malta):

Secondo posto: 2000-2001, 2003-2004, 2019-2020